# Holm O. Bursum
Holm O. Bursum (Fort Dodge, 1867. február 10. – Colorado Springs, 1953. augusztus 7.) az Amerikai Egyesült Államok szenátora (Új-Mexikó, 1921–1925).